# Pokak
Pokak is een bestuurslaag in het regentschap Klaten van de provincie Midden-Java, Indonesië. Pokak telt 2313 inwoners (volkstelling 2010).